# Thraulodes gonzalesi
Thraulodes gonzalesi är en dagsländeart som beskrevs av Jay R. Traver och Edmunds 1967. Thraulodes gonzalesi ingår i släktet Thraulodes och familjen starrdagsländor. Inga underarter finns listade i Catalogue of Life.